# Chiemi Hori
Chiemi Hori (堀ちえみ, Hori Chiemi, née le 15 février 1967 à Sakai, préfecture d'Osaka, au Japon), de son vrai nom Chiemi Katō (加藤智栄美, Katō Chiemi), est une actrice japonaise, ex-chanteuse et idole japonaise dans les années 1980. Elle débute en 1982, sort une vingtaine de singles et une quinzaine d'albums jusqu'en 1987, joue dans une vingtaine de drama, et participe régulièrement à plusieurs émissions télévisées. En 2005, elle forme le trio pop Cutie Mommy avec deux autres populaires idoles des années 1980, Yū Hayami et Iyo Matsumoto.

## Biographie
En février 2019, Hori a révélé qu'elle soufrait d'un cancer de la bouche avancé.

## Discographie

### Albums
- 1982.05.02 : Shoujo (少女)
- 1982.11.02 : Yume Nikki (夢日記)
- 1983.06.21 : Kaze no Sasayaki (風のささやき)
- 1983.10.21 : Chiemi LIVE (ちえみLIVE) (live)
- 1983.12.07 : Yuki no Concerto (雪のコンチェルト)
- 1984.06.21 : Plum Creek (プラムクリーク)
- 1984.12.05 : Strawberry Heart
- 1985.06.05 : Lonely Universe
- 1985.12.02 : Yume no Tsuzuki (夢の続き)
- 1986.06.21 : glory days
- 1987.04.05 : Scarlet Hakusho (スカーレット白書)
- 1992.05.27 : Okaasan tte Ii na (おかあさんっていいな)

Compilations
- 1983.03.21 : Kokoro no Tobira ~Chiemi Myself~ (心の扉 ～ちえみMyself～)
- 1984.03.03 : best -Kinenbi- (best -記念日-)
- 1984.08.02 : Hori Chiemi My Best 24 (堀ちえみ Myベスト24)
- 1984.12.05 : BEST SELECTION
- 1985.03.05 : best ~Umareta Toki Kara~ (best ～生まれた時から～)
- 1985.11.01 : THE BEST
- 1986.10.05 : SUPER BEST
- 1986.11.02 : Singles I (シングルスI)
- 1987.10.21 : BEST
- 1989.07.21 : Yesterday
- 2002.06.19 : 82-87 BOKURA-NO BEST
- 2003.12.17 : 82-84 BOKURA-NO BEST 2
- 2004.06.18 : 84-87 BOKURA-NO BEST 3
- 2005.07.20 : Singles II (シングルスII)
- 2007.08.17 : Single Complete (Singlesコンプリート)

### Singles
- 1982.03.21 : Shiokaze no Shoujo / Merci Boku (潮風の少女／メルシ・ボク)
- 1982.06.21 : Manatsu no Shoujo (真夏の少女)
- 1982.08.21 : Machibouke (待ちぼうけ)
- 1982.11.05 : Tomadoi no Shuumatsu (とまどいの週末)
- 1983.01.21 : Sayonara no Monogatari (さよならの物語)
- 1983.04.21 : Nairo no Dairy (夏色のダイアリー)
- 1983.07.07 : Aoi Natsu no Epilogue (青い夏のエピローグ)
- 1983.10.05 : Yuugure Kibun (夕暮れ気分)
- 1984.01.21 : Shiroi Handkerchief (白いハンカチーフ)
- 1984.04.21 : Inazuma Paradise (稲妻パラダイス)
- 1984.07.18 : Tokyo Sugar Town (東京Sugar Town)
- 1984.10.17 : Crazy Love / Koi no Runner (クレイジーラブ/愛のランナー)
- 1985.01.23 : Ribbon (リ・ボ・ン)
- 1985.04.24 : Deadend Street GIRL
- 1985.07.03 : Wa Shoi! / Kaze no Southern California (Wa・ショイ!／風のサザン・カリフォルニア)
- 1985.09.25 : Seishun no Wasuremono (青春の忘れ物)
- 1986.01.21 : Yumechibyou (夢千秒)
- 1986.04.21 : Jack Knife no Natsu (ジャックナイフの夏)
- 1986.07.14 : Natsu Saki Musume (夏咲き娘)
- 1986.10.21 : Suteki na Kyuujitsu (素敵な休日)
- 1987.03.21 : Ai wo Ima Shinjite Itai (愛を今信じていたい)
- 2001.08.17 : Pink no Ao Dai no Sode wo Yokaze ni Asobase « South Wind » (ピンクのアオザイの袖を夜風にあそばせ『South Wind』)
- 2007.09.14 : Kimi to Iru Sekai (君といる世界)

### Videos / DVD
- 1983.10.21 : Chiemi LIVE (ちえみLIVE)
- 2006.07.29 : Chiemi Hori Memorial Live 2005

## Filmographie
Films
- 1985 : Shiosai (alias The Sound of the Waves)
- 2009 : Shikisoku Generation

Drama

## Livres
- 1982.09.20 : Sotto Yumemite Anata ni My Heart (そっと夢見て あなたにマイハート)
- 1984.07.10 : Ima ga Zettai Renaiki Koisuru Junbi Mou Kanryou (いまが絶対恋愛期 恋する準備もう完了)
- 1992.03.22 : Hori Chiemi no Akogare Mama Nikki Ninshin Shussan Kozodate (堀ちえみのあこがれママ日記 妊娠・出産・子育て)
- 1994.12.01 : Hori Chiemi no Kodomo Daisuki! Ai Ippai Sannin no Ko Sodate Mama Nikki 
 (堀ちえみの子供大好き!愛いっぱい 3人の子育てママ日記)
- 2000.09.10 : Hori Chiemi to Sannin no Chiisana Yamaotoko (堀ちえみと3人の小さな山男)
- 2007.09.14 : Kyou no Soramoyou (きょうの空模様)
- 2007.10.26 : Hori Chiemi wo, Tsukurumono (堀ちえみを、つくるもの)